# Ferdinand Schulz
Ferdinand Schulz (ur. 18 grudnia 1892 w Piszewie, zm. 16 czerwca 1929 w Sztumie) – niemiecki konstruktor lotniczy, lotnik sportowy, szybownik i instruktor szybownictwa.

## Życiorys

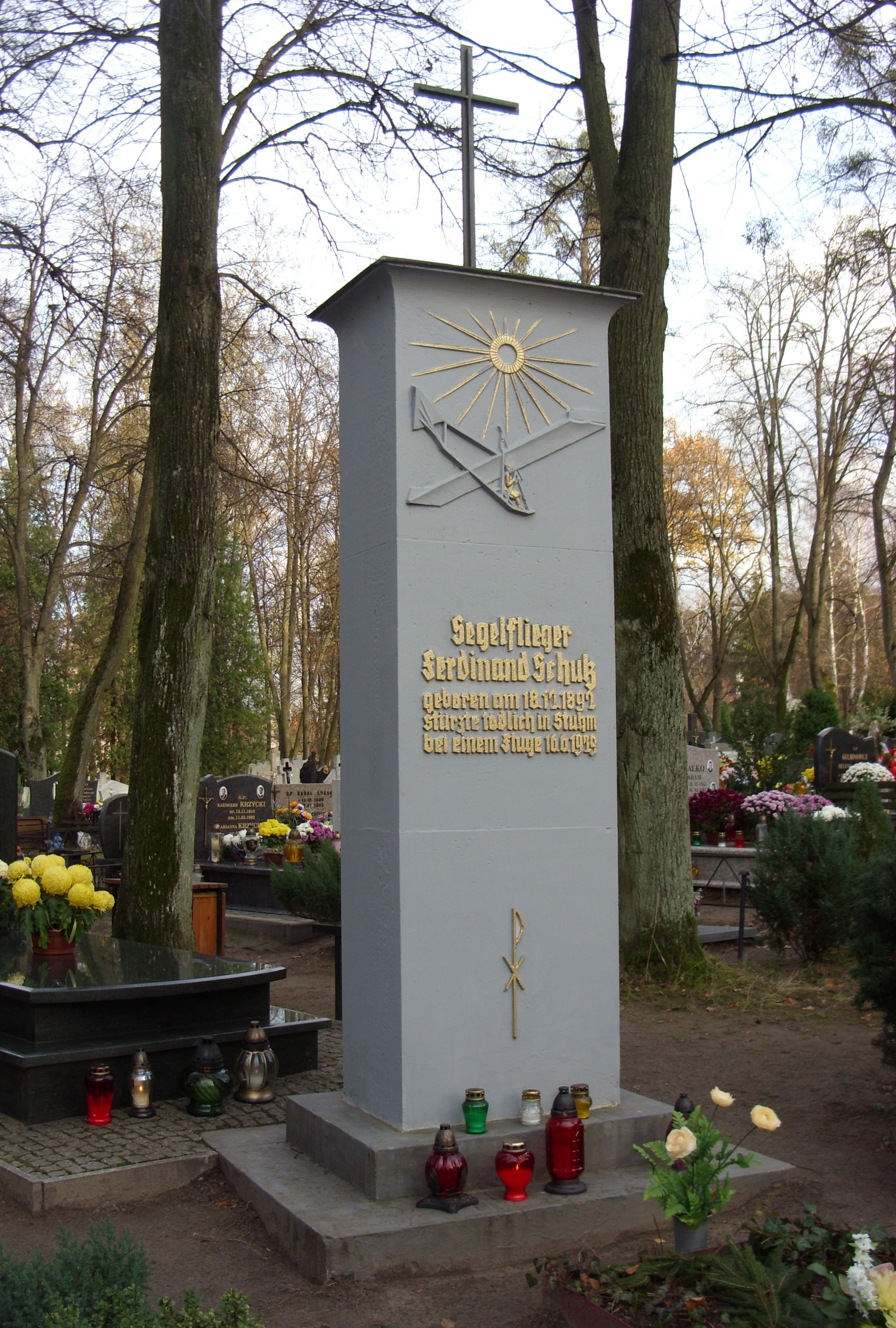
Nagrobek Ferdinanda Schulza na cmentarzu w Lidzbarku Warmińskim

Ferdinand Schulz pochodził z Warmii. Urodził się 18 grudnia 1892 roku w Piszewie (Pissau) powiat Reszel (Rössel) jako pierwsze z 12 dzieci małżeństwa Ferdinanda Schulza i Rosi Schulz z domu Scharnick. Jego ojciec był nauczycielem w Piszewie, gdzie Ferdinand rozpoczął w 1899 roku naukę. Po ukończeniu szkoły elementarnej ojciec posłał go, w wieku 11 lat, do w gimnazjum w Braniewie (Braunsberg). Tam pobierał naukę tylko przez 4 lata, wtedy ojciec zdecydował, ze syn powinien zdobyć taki sam zawód jak on, czyli nauczyciela. Toteż zabrał Ferdinanda z Braniewa i dał do Królewskiego Zakładu Przygotowawczego – Seminarium Nauczycielskiego w Reszlu (Rössel). W 1911 roku Ferdinand rozpoczął naukę w Królewsko-Pruskim Seminarium Nauczycielskim w Toruniu (Thorn), w którym szkolono nauczycieli szkół podstawowych dla Prus Zachodnich i Wschodnich.
W roku 1914 Ferdinand zgłosił się na jeden rok jako ochotnik, żeby odbyć służbę wojskową. W dniu 1 kwietnia otrzymał powołanie do 128 Pułku Piechoty w Gdańsku Wrzeszczu (Danzig-Langfuhr). Przydzielono go do 3 batalionu. 1 sierpnia wybuchła I wojna światowa. Krótko po tym Schulz został ranny. 22 lutego 1917 r. przeniósł się do Piły (Schneidemühl). Potem uczęszczał do Szkoły Lotniczej w Grossenhain w Saksonii. 9 marca Schulz po raz pierwszy wsiadł ze swoim instruktorem do samolotu szkoleniowego. Po 46 lotach wolno było mu dokonać pierwszego samodzielnego lotu. Zakończenie szkolenia lotniczego nastąpiło w szkole dla obserwatorów w Schwerinie. W tymże roku Schulz awansował na stopień młodszego sierżanta. W końcu 1917 roku nastąpiło przeniesienie Ferdinanda na lotnisko 2 Armii w Aulony na froncie zachodnim. 3 stycznia 1918 r. Schulz wraz z 484 innymi lotnikami wystartował do swego pierwszego lotu na front. W pierwszym locie zaskoczył alianckie oddziały artyleryjskie, które budowały obóz za lasem i został przez nie ostrzelany. Pociski podziurawiły skrzydła oraz kadłub. Widzący to inny żołnierz niemiecki został ranny i w końcu jego silnik został trafiony. Silnik zaczął przerywać pracę. Wtedy Schulz podbił swoją maszynę, przekręcił i próbował dolecieć do swojego wojska, ale musiał lądować awaryjnie na polu. Pocisk, który utkwił w jego silniku, zabrał i nosił ze sobą jako talizman. Jeszcze 97 razy wychodził cało z wojennych potyczek. Po zakończeniu wojny powrócił do Piszewa, a następnie rozpoczął pracę w katolickiej szkole podstawowej w powiecie tucholskim. Wtedy rozpoczął budowanie swych pierwszych szybowców: „FS 1” i „FS 2”.
Od 10 do 25 października 1921 r. Schulz chciał uczestniczyć jako nowicjusz w II Zawodach w Röhn, lecz jego maszyna została odrzucona przez komisję konkursową. Jednak wykonał osiem lotów poza zawodami ze zbocza w Pelz. W jednym z nich pokonał 365 metrową trasę w 46 sekund. Schulzowi przyznano nagrodę pocieszenia w wysokości 1000 marek za „śmiały lot”. Do roku 1924 Schulz wybudował, według własnych projektów, 10 różnych szybowców, wśród których znalazły się również samoloty z silnikiem pomocniczym. Ze skonstruowanych w Królewcu szybowców najbardziej znane były „FS 5”, „FS 9”, „FS 10” i „FS 3” – znany jako „skrzynia z trzonków od mioteł” (Besenstielkiste). W swojej budowie był bardzo prosty. Z trzonków od mioteł, listew, blachy, drutu i płótna, sprawiał wrażenie bardzo prymitywnego.
11 maja 1924 roku, podczas II Zawodów Szybowcowych Wybrzeża w Rossitten, Schulz na szybowcu „FS 3” leciał 8 godzin i 42 minuty, co było podówczas rekordem świata i stało się bezpośrednim impulsem do założenia przez mała grupkę miłośników szybownictwa Związku Lotniczego w podmalborskim Willenbergu (ob. Wielbark). 20 maja 1925 przy wsparciu Ferdinanda Schulza utworzono „Zachodniopruski Związek Lotniczy” z siedzibą w Malborku.
Jesienią 1925 roku niemiecka grupa lotników została zaproszona na III Ogólnorosyjskie Zawody Szybowców, które odbywały się w dniach od 1 do 10 października na Krymie. Do tej grupy należał również Ferdinand Schulz, który leciał na szybowcu wyczynowym „Moritz”. Na tym szybowcu ustanowił Schulz w dniu 2 października na Krymie nowy rekord świata w locie długodystansowym, który trwał 12 godzin i 6 minut. Osiągając wysokość 405 m uzyskał drugi wynik w tych zawodach. Po powrocie do Rossitten założył Szkołę Szybowcową.
3 czerwca 1926 roku Schulz razem z Heinzem Reichardtem przebywali w powietrzu 9 godzin i 21 minut. Dopiero w roku 1937 w Sylt został ten rekord poprawiony przez Ernsta Jachtmanna i Flossdorfa na szybowcu „RM 4” do 13 godzin i 59 minut.
1 stycznia 1927 roku otrzymał Schulz posadę nauczyciela w szkole podstawowej w Malborku – Piaski (Marienburg-Sandhof). Zamieszkał w Malborku w zajeździe „Kurfürsten” (obecnie bar „Puchatek”) zlokalizowanym przy placu Gdańskim 7 (Danziger Platz, obecnie plac Słowiański). Mógł teraz osobiście nadzorować rozbudowę lotniska szybowcowego w dzielnicy Wielbark, jak również brać dalej czynny udział w zawodach międzynarodowych. 2 maja 1927 r. wziął udział w IV Zawodach Szybowcowych w Rossitten. Wystartował na szybowcu „Westpreußen” – należącym do „Zachodniopruskiego Związku Lotniczego”, a zbudowanym w Malborku w 1926 r. specjalnie dla Schulza. W pierwszym dniu pobił kolejny rekord – leciał 14 godzin i 7 minut. Dwa dni później pobił kolejne rekordy: wysokościowy w locie wahadłowym (wyniósł on 560 m) oraz rekord prędkości, który wyniósł 54,45 km/h. 14 maja 1927 ustanowił nowy rekord wynoszący 60,2 km.
Najciekawsze loty udawały mu się na terenie rodzinnym – w Wielbarku. Pewnego majowego dnia 1928 r. wiał silny wiatr północno-zachodni z prędkością 14m/sek., który podniósł Schulza na wysokość 650 m, zdecydował się odwiedzić Malbork. Mieszkańcy Malborka ze zdumieniem patrzyli na niego, gdy nagle pojawił się nad zamkiem i miastem, przeleciał nad nim na wysokości 150 m. Spontanicznie machali do niego. Był to pierwszy lot w historii szybownictwa, który odbył się nad miastem. Przebywał łącznie w powietrzu 4 godziny i 1 minutę.
Miesiąc przed 36 urodzinami Schulza, 18 listopada 1928 r. mieszkańcy Malborka na skraju lotniska szybowcowego Malbork-Wielbark ustawili swojemu zasłużonemu współobywatelowi kamień pamiątkowy. Był to blok granitowy z napisem: „Pilotowi Szybowcowemu Ferdinandowi Schulzowi – 1928”. Dwa dni później Schulz zdobył uprawnienia do wykonywania akrobatyki lotniczej.
16 czerwca 1929 roku, pilotując samolot „Marienburg” do Sztumu na uroczystość odsłonięcia pomnika lotników (gdzie miał zrzucić wieniec), rozbił się razem z Bruno Kaiserem na sztumskim rynku. Na miejscu wypadku postawiono kamień z inskrypcją. Malbork uczcił jego pamięć popiersiem na „Ehrenhof” – małym dziedzińcu przy północnej elewacji Nowego Ratusza, oraz tablicą na kamienicy, w której mieszkał. Ferdinand Schulz na życzenie rodziny pochowany został w ziemi ojczystej na cmentarzu Leśnym w Lidzbarku Warmińskim (Heilsberg) przy licznym udziale mieszkańców. Przywieziony wieniec zdobił teraz jego własną trumnę. Jego grób istnieje do dziś.
W roku szkolnym 2005/2006 uczniowie ze Szkoły Podstawowej nr 3 w Malborku (noszącej w latach 1935–1945 imię Ferdinanda Schulza) realizowali program mający na celu przybliżenie sylwetki Schulza oraz odsłonięcie tablicy na budynku, w którym mieszkał w latach 1927–1929. Uroczyste odsłonięcie nastąpiło 16.06.2006 roku w rocznicę tragicznej śmierci Schulza.

## Własne konstrukcje samolotowe
z 10 własnych konstrukcji zbudowanych przez Schulza, w literaturze znajdują się dane:
- FS 1

Niewiele danych pozostało o tej konstrukcji z 1920 roku. Szybowiec był dwupłatowcem z wysuniętym dziobem. Stokowiec ten startowany był nogami, którymi pilot wymachiwał w różne strony aby utrzymać go w żądanym położeniu. Pilot wisiał w czasie lotu ramionami jakby na poręczach.
| Materiał:   | cienkie drewniane listwy świerkowe |
| Pokrycie:   | papier pergaminowy                 |
| Okucia:     | blacha z puszek od konserw         |
| Olinowanie: | lekki drut do wiązania kwiatów     |
| Rozpiętość: | ponad 6,4 m                        |

- FS 2

Po bardzo silnym uszkodzeniu „FS 1" Schulz postanowił skonstruować nowy szybowiec w rodzaju dwupłatowca, który znowu był stokowcem. Z tym szybowcem zgłosił się Schulz do II Zawodów Röhn. W roku 1921 „FS 2" nie został jednak przez Komisję Techniczną dopuszczony do zawodów z powodu niedostatecznej pewności lotu. Schulz przy końcu zawodów wykonał jednak na swym szybowcu kilka lotów i otrzymał za swój brawurowy lot nagrodę pocieszenia w wysokości 1000 Marek.
| Materiał:   | drewniane listwy świerkowe     |
| Pokrycie:   | muślin                         |
| Okucia:     | blacha z puszek od konserw     |
| Olinowanie: | lekki drut do wiązania kwiatów |
| Rozpiętość: | 6,4 m                          |

- Vampyr

Szybowiec „Vampyr” był najsłynniejszym szybowcem pierwszego okresu rozwojowego. Powstał w 1921 roku.
- FS 3 – Besenstielkiste

Tym szybowcem ustanowił Schulz w dniu 11 maja 1924 r. w Rossiten rekord świata w locie długodystansowym trwającym 8 godz. i 42 min. Szybowiec ten był typem doświadczalnym do prób nowego sposobu sterowania. Składał się on ze steru wysokościowego i klap po jednej przy zewnętrznych końcach skrzydeł, niezależnie uruchamianych podczas opadnięcia steru bocznego. Drąg sterowniczy składał się z kijów do mioteł, dlatego konstrukcja ta nazywana została „skrzynia z kijów do mioteł” – „Besentielkiste”.
| Dane techniczne                               | Pierwotna konstrukcja 1922 | Przebudowa 1924            |
| Rozpiętość:                                   | 12,5 m                     | 12,5 m                     |
| Długość:                                      | 4,8 m                      | 4,8 m                      |
| Wysokość:                                     | 2,6 m                      | 2,6 m                      |
| Obciążenie powierzchni:                       | 7,6 kg/m²                  | 8,53 kg/m²                 |
| Masa szkieletu:                               | 47,3 kg                    | 65 kg                      |
| Nośność:                                      | 75,7 kg                    | 80 kg                      |
| Powierzchnia skrzydeł wraz ze sterem popr.:   | 18,4 m²                    | 18,4 m²                    |
| Profil płatu nośnego:                         | Żukowskij/zmieniony        | Żukowskij/zmieniony        |
| Pokrycie:                                     | impregnowany muślin        | pokrycie z balonu          |
| Materiał:                                     | drewniane listwy świerkowe | drewniane listwy świerkowe |
| Drążki sterownicze:                           | kije do mioteł             | kije do mioteł             |
| Paski zabezpieczające:                        | powróz konopny             | powróz konopny             |
| Olinowanie:                                   | struny fortepianowe        | struny fortepianowe        |
| Koszt materiałów według wykonawcy – 100 marek |                            |                            |

- FS 5

Tym szybowcem Schulz startował od 18 do 28 maja 1923 na Mierzei Kurońskiej w I Wybrzeżowych Zawodach Szybowniczych w Rossitten. Szybowiec ten został skonstruowany w Królewcu i zbudowany jako kadłub, miał on kształt gondoli z wydłużoną rufą.
- FS 9 – Königin Luise

Szybowiec, który po poważnym uszkodzeniu przy nagłym upadku został ponownie naprawiony. Opiera się on w sposobie budowy na konstrukcji „Vampira”, który zdobył sławę w II Zawodach w Rhön. Na końcach skrzydeł był on zaopatrzony w klapy nawiewne. Schulz startował na tej konstrukcji w III Zawodach Wybrzeżowych, które trwały od 29.04 do 17.05.1925 r. Otrzymał wówczas nagrodę specjalną za 30-minutowy lot nocny z 16/17 maja.
| Długość:      | 5 m     |
| Powierzchnia: | 15,5 m² |
| Wysokość:     | 1,4 m   |
| Rozpiętość:   | 14 m    |

- FS 10

Szybowiec, który później wyposażono w silnik Siemensa o mocy 16 KM, zbudowany został dla Schulza w Fabryce Wagonów „Steinfurt” w Królewcu dla jego pierwszych światowych rekordów. Tą konstrukcją, która miała 13 m rozpiętości zamierzał wystąpić na zawodach szybowców lekkich w Rhön. Do startu nie doszło z powodu złych warunków atmosferycznych. „FS 10" w późniejszym czasie został przez Schulza przebudowany na helikopter.

## Następne szybowce, na których Schulz bił rekordy
- Dwuosobowy – Cöthen

„Cöthen” został skonstruowany w 1925 r. przez Seilera ze Zgorzelca. Schulz i Heinz Reichardt osiągnęli w dniu 3 czerwca 1926 r. na tym szybowcu rekord świata w dwuosobowym locie na długim dystansie, który trwał 9 godz. i 21 min. Również w locie wahadłowym padł rekord – 330 km.
| Powierzchnia nośna: | 21,3 m² |
| Długość:            | 6,15 m  |
| Rozpiętość:         | 15 m    |

- D 15 – Westpreussen

Ta konstrukcja została zbudowana w 1926 r. przez Zachodniopruski Związek Lotniczy w Malborku dla Schulza. „D 15" posiadał kadłub ze sklejki z dolną stępką. Urządzenie sterujące składało się z poprzecznego steru, wahadła i steru bocznego. Mechanizm jezdny składał się ze sprężystej płozy środkowej. Na tym szybowcu Schulz uzyskiwał rekordy świata na długich dystansach, jak również bił rekordy w lotach wahadłowych, prędkościowych, odległościowych, przełajowych i wysokościowych.
| Materiał:                      | drewno, sklejka, tkanina |
| Powierzchnia skrzydeł:         | 16 m²                    |
| Powierzchnia poprzeczna steru: | 3,2 m²                   |
| Rozpiętość:                    | 14,5 m                   |
| Powierzchnia steru wysokości:  | 2 m²                     |
| Powierzchnia steru kierunku:   | 1,1 m²                   |
| Rozpiętość skrzydeł:           | 13,1 m                   |
| Masa wyposażenia:              | 120 kg                   |
| Ładowność dopuszczalna:        | 75 kg                    |
| Masa łączna:                   | 195 kg                   |
| Obciążenie:                    | 12,2 kg/m²               |

## Rekordy świata
| Lp. | Data       | Miejscowość        | Rekord                             | Czas           | Trasa w km/wysokość/prędkość | Szybowiec                       |
| 1   | 11.05.1924 | Rossitten          | rekord świata w locie na czas      | 8 godz. 42 min |                              | FS 3                            |
| 2   | 02.11.1925 | Krym               | rekord świata w locie na czas      | 12 godz. 6 min |                              | Moritz                          |
| 3   | 03.06.1926 | Rossitten          | rekord w locie dwuosobowym         | 9 godz. 21 min |                              | Cöthen                          |
| 4   | 03.05.1927 | Rossitten          | rekord świata w locie na czas      | 14 godz. 7 min |                              | Westpreussen                    |
| 5   | 03.05.1927 | Rossitten          | rekord świata w locie wahadłowym   |                | 455,8 km                     | Westpreussen                    |
| 6   | 05.05.1927 | Rossitten          | rekord świata w prędkości lotu     |                | 545,45 km                    | Westpreussen                    |
| 7   | 14.05.1927 | Rossitten          | rekord świata w locie na odległość |                | 60,2 km                      | Westpreussen                    |
| 8   | 18.10.1927 | Malbork            | rekord w locie przełajowym         | 4 godz. 1 min  |                              | Westpreussen                    |
| 9   | 18.10.1927 | Malbork            | rekord wysokości lotu              |                | 650 m                        | Westpreussen                    |
| 10  | 14.04.1928 | Grunau, Karkonosze | rekord wysokości lotu              |                | 652 m                        | Ferdinand (maszyna szkoleniowa) |